# Young for Eternity
Young for Eternity är indierockbandet The Subways första album, utgivet 2005.

## Låtlista
1. "I Want To Hear What You Have To Say" - 3:24
2. "Holiday" - 1:51
3. "Rock & Roll Queen" - 2:50
4. "Mary" - 2:59
5. "Young For Eternity" - 2:07
6. "Lines Of Light" - 2:12
7. "Oh Yeah" - 2:57
8. "City Pavement" - 2:43
9. "No Goodbyes" - 3:31
10. "With You" - 3:01
11. "She Sun" - 3:20
12. "Somwhere At 1 AM" - 11:22